# Замок Ліззанур

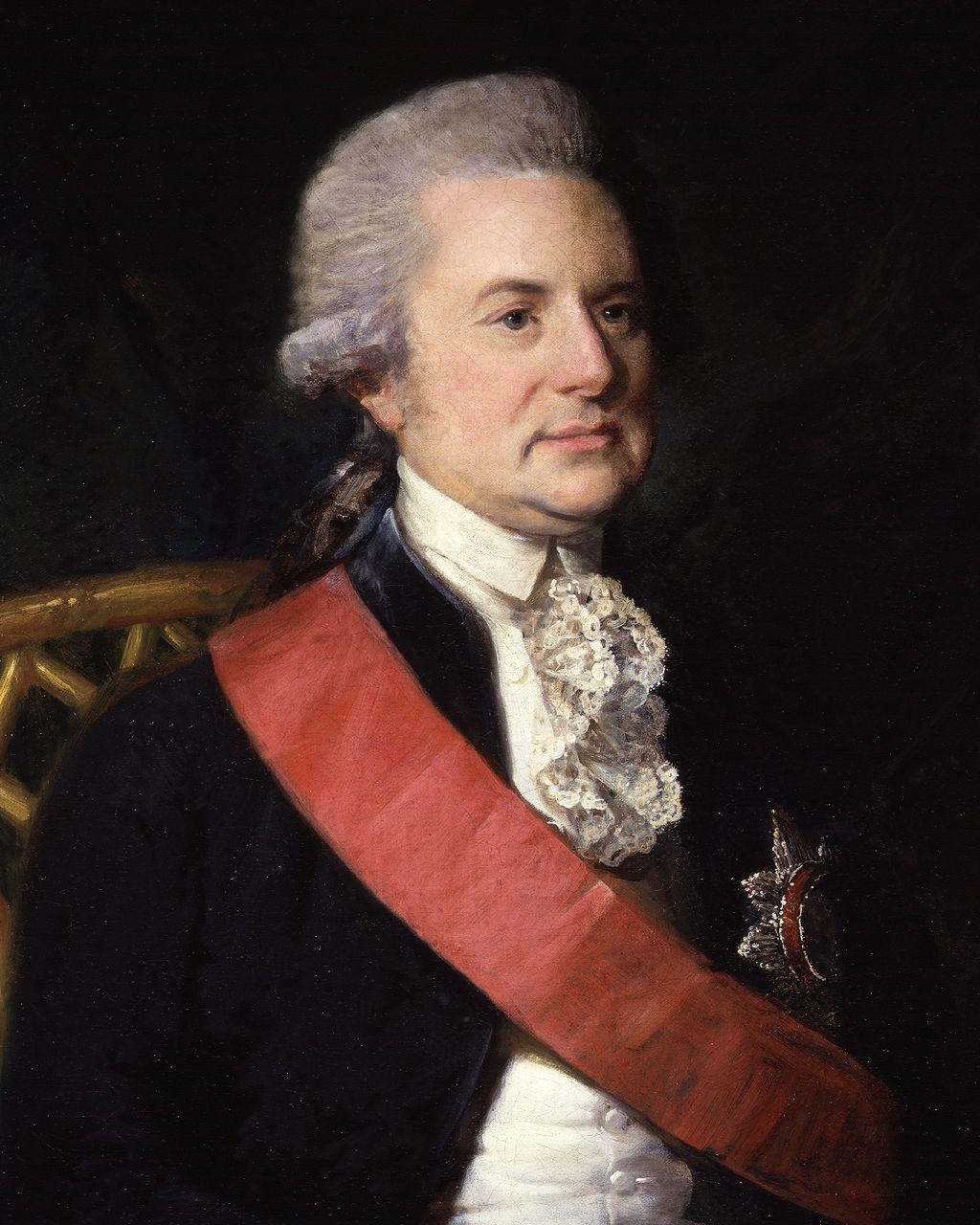
Граф Джордж МакКартні — портрет художника Лемюеля Френсіса Аббота.

Замок Ліззанур (англ. Lissanoure Castle) — один із замків Ірландії, розташований у графстві Антрім, Північна Ірландія.

## Історія замку Ліззанур

### Давні часи
На місці нинішнього замку Ліззанур ще в давні часи, в залізну добу було кельтське поселення і фортеця — місце було зручне для оборони. Тут був побудований кранног — штучний острів для оборони на озері Лох-Гел (Світле озеро), яке ще називалось Лох-гКол (Вузьке озеро). Згідно історичного переказу у цьому кранног була темниця, де тримали ув'язнених перед стратою на Тулах-на-Койхе, що лежить південніше. Ще один історичний переказ розповідає, що на дні озера був потоплений скарб і накладено на нього прокляття.

### XIV—XVI століття
Найперша згадка про замок Ліззанур в історичних джерелах датується XIV століттям. Замок, імовірно, був побудований Робертом Севеджем — сенешалем Ольстера, якого прозвали «Великим». Він помер у 1360 році. Річард Ог де Бург — ІІ граф Ольстера, якого прозвали «Червоний граф» теж міг побудувати цей замок. Берк пише про Севеджа Айдкіна як про будівничого замку. Замок справді належав родині Севедж, але був втрачений цією родиною внаслідок розподілу земель між феодалами Роландом Портаффері та Раймондом Ардкіном у 1559 році. У 1550 році писар графа Сассекс описує замок. У 1614 році були складені карти, де позначено замок, що називався замок Балан на озері Лох-Гелл. У XVII столітті замок належав клану О'Хара, потім клану Кребілі.

### XVIII століття
У 1733 році замок Ліззанур купив граф МакКартні в клану О'Хара за £5985 разом із великою площею землі навколо замку. Граф МакКартні був депутатом парламенту від Белфаста і меморіальна дошка з церкви Всіх Святих у Лоугіл говрить, що він «був найстаршим членом палати громад і засідав у парламенті 54 роки». У 1741 році граф СакКартні придбав ще більші землі в Дервок у Джона Скеффінгтона за £7205. Придбана земля була площею 2189 акрів. Граф МакКартні став найбільшим землевласником графства Антрім. Його син теж носив ім'я Джордж. Онук, що теж називався Джордж і народився в 1737 році успадкував замок Ліззанур та землі Ліззанур та Дервок. У 1745—1759 році він отримав освіту в Дубліні, у Триніті коледжі та в Лондоні. У 1759 році він відвідує замок Ліззанур у зв'язку зі смертю свого дядька, а в 1760 році здійснює подорож Європою. У 1764 році його посвячують у лицарі. У 1764—1767 роках він був послом у Росії. У 1767 році він був нагороджений орденом Білого Орла в Польщі. У 1768 році він одружився з леді Джейн Стюарт — дошкою графа Б'ют. У 1769—1772 роках він був головним секретарем Ірландії. У 1770 році він починає розбудовувати і покращувати замок Ліззанур. Він перебудовує старий замок перетворюючи його в резиденцію в романтичному псевдоготичному стилі, насаджує тисячі дерев на всій території садиби. Він привіз екзотичні рослини і дерева зі своїх подорожей і створив те, що він назвав «Садом Втіх». Він також наказав прорити канали і створили штучні озера, з п'ятьма островами на одному з озер. Відвідувачі замку люблять милуватися ліхтарями, що звисають з дерев ввечері. У 1772 році він став Лицарем Бані. У 1775—1779 роках він був губернатором Гренади. У 1776 році він отримав титул барона та пера Ірландії. У 1780 році він брав участь у неофіційній місії в Ірландії лорда Норта. У 1781—1785 роках він був губернатором форту Сент-Джордж в Мадрасі. У 1786—1787 роках він знову розбудовує і перебудовує замок Ліззанур. У 1792 році він отримує титул віконта. У 1792—1794 році він є послом у Китаї. У 1796—1798 роках він є губернатором Кейптауна.

### ХІХ століття
У 1801—1806 роках граф МакКартні знову розбудовує замок Ліззанур. У 1806 році граф МакКартні помирає. Замок успадковує його дружина. У них не було дітей. Замок мала успадкувати дочка його сестри — Елізабет Белагур, що вийшла заміж за преподобного доктора Траверса Юма. Але вона так і не встигла успадкувати замок і маєтки, бо померла раніше вдови графині. Старший син Елізабет — Джордж Юм успадкував замок у 1828 році. Він бере собі прізвище МакКартні. Він знову починає ремонт і перебудову замку, добудовує споруди в стилі епохи короля Георга.
У 1829 році ремонт замку продовжувався. Ірландський архітектор Дж. Б. Кін виставив в Королівській академії Хайберніан як «експонат 261» креслення під назвою «Котедж Орні, побудований для Джорджа МакКАртні, есквайра на берегах озера Лох-Гілл, в його володіннях і прилеглих землях до замку Ліззанур, графство Антрім». У 1833 році ремонт коттеджу був завершений, родина МакКартні жила там, доки ремонт замку тривав. 
У 1847 році, коли родина МакКартні збираласся повернутися житии в замок, в замку стався страшний інцидент, про який говорила вся Ірландія, який став «притчею во язицех». Замок почали опалювати, але він був ще сирий. У підземеллях замку зберігалося багато пороху, який підготували для повстання 1798 року, алея кий так і не був використаний – повстання придушили. Господар замку сказав дістати порох зі сховища, бо думав, що порох відсирів і його треба просушити. Дворецький взяв трохи пороху з діжки і кинув його в камін, щоб розпалити його. Порох вибухнув в каміні, він нього здетонував порох в діжках. Стався величезний вибух, який зруйнував частину замку. Під час вибухи крім слуг загинула місіс МакКартні. З того часу родина жила на дачі, замок стояв в руїнах. 
У 1869 році Джордж Юм МакКартні помер, маєтки замок Ліззанур та землі Дервок успадкував його старший син – Джордж Треверс МакКартні – гусар 15-го королівського полку. Його дуже поважали селяни, орендарі, слуги, робітники і тому для всіх було шоком, коли він раптово помер від серцевого нападу 29 серпня 1874 в віці 44 років, залишивши дружину і чотирьох маленьких дітей. Жителі селища Дервок побудували фонтан на його честь поруч з мостом в центрі селища. 
У 1874 році замок і маєтки успадкував Карханах Джордж МакКартні у віці 5 років. Він був офіційним господарем замку і маєтків Ліззанур та Дервок протягом 62 років – це рекорд щодо володіння замком серед ірландської шляхти. Перші роки опікунами були мати і його двоюрідні брати, коли Карханах виріс, він показав себе добрим і щедрим. Він пережив ломку старого землеволодіння, коли згідно законів 1881 року норендарі ставали землевласниками, він лишив собі тільки землі навколо замку, де він вирощував овочі і фрукти. 

### ХХ століття
У 1936 році син Карханаха - Джордж Треверс Люсі Макартні в віці 40 років став господарем замку. У 1942 році в замку була розміщена 61-ша бригада британської армії. У замку також був склад бензину. У 1943 році родина МакКі – Джеймс МакКі та сини, колись найбільші в світі виробники текстилю, почали виробляти на своїх заводах гарматні снаряди, фюзеляжі для літаків. Вони купили замок і маєток МакКартні. У 1944 році армія США використовувала замок як тренувальну базу для здійснення операції висадження військ в Нормандії. Крім того, замок використовувався як в'язниця для полонених німецьких підводників. У 1945 році замок було повернено родині МакКі. Почався ремонт, реставрація і відбудова замку Ліззанур. У 1976 році Деніс МакКі – онук Джемса МакКі викупив частки інших членів родини і переїхав жити до замку Ліззанур разом з родиною. Вони зайнялися сільським господарством. У 1994 потреба в стайнях відпала, стайні були перероблені в номери готелю, які почали здаватися в оренду для проведення різних урочистих заходів. 
Нині Пітер та Емілі МакКі займаються управлінням свого замку Ліззанур. Вони продовжують реставрувати і відновлювати замок, займаються ландшафтним дизайном. Маєтки навколо замку досі функціонують.
Біля замку є стайня і каретний двір, що були потім перероблені на дві основні кімнати прийому, умебльовані і розділені на передпокої. Кімната графа МакКартні має камін, поруч є їдальня, що теж має камін. Через двір знаходиться набагато більша приймальня, що відома як замок Барн, де може розміститися понад 400 гостей. У замку є величезний танцювальний зал. Біля замку є живописні ландшафтні руїни і лісові масиви. Нині в замку розміщений висококласний готель, проводяться весілля та інші урочисті події. 